# Doliana (Epirus)
Doliana (griechisch Δολιανά (n. pl.)) ist ein Dorf im Gemeindebezirk Kalpaki der Gemeinde Pogoni in der griechischen Region Epirus. Gemeinsam mit dem Dorf Agios Georgios Dolianon bildet es die Ortsgemeinschaft Doliana.

## Lage
Das Gebiet der Ortsgemeinschaft Doliani erstreckt sich im Zentrum des Gemeindebezirks Kalpaki über 19,560 km². Im Norden grenzt der Gemeindebezirk Asprangeli und im Süden Ano Kalamia an. Angrenzende Ortsgemeinschaften innerhalb des Gemeindebezirks Kalpaki sind im Nordwesten und Norden Ano Ravenia und Kato Ravenia. Von Osten nach Südosten grenzen Kalpaki, Negrades und Chrysorrachi an. Die Ethniki Odos 22 durchschneidet das Gebiet der Ortsgemeinschaft in Ost-West-Richtung. Sie führt von Ioannina bis zum griechisch-albanischen Grenzübergang Kakavia Kakavijë. Das Dorf Doliana liegt auf etwa 550 m über dem Meer unmittelbar nördlich der Ethniki Odos 22, die Streusiedlung Agios Georgios etwa drei Kilometer südöstlich direkt an der Nationalstraße.

## Geschichte
Der Kern der Siedlung geht auf die Zeit vor 1480 zurück. Doliana gehörte dann zu den Dörfern der Zagorochoria und erwarb schnell den Ruf, ein reiches Dorf zu sein. Ali Pascha fiel 1792 in Zagori ein und machte den Ort zu einem Tsfliki (τσιφλίκι), was bedeutete, dass die Einwohner Frondienste für die Türken leisten mussten. Diese Ereignisse hielten die Bewohner jedoch nicht davon ab, beeindruckende Initiativen zu entwickeln. Es wurde die erste Schule gegründet. Viele Einwohner wanderten aber auch aus nach Italien oder in die Donaufürstentümer. 1919 wurde das Dorf durch einen Königlichen Erlass als Gemeinde anerkannt.

## Sehenswürdigkeiten
Am Ortseingang steht eines der ältesten Denkmäler aus byzantinischer Zeit: Die Klosterkirche Agios Dimitrios (Μετόχι Άγιος Δημήτριος). Nach einer Inschrift datiert sie in das Jahr 1127 n.C. In Nachbarschaft der Schulen (Grundschule und Gymnasium-Lyzeum) steht die Büste des großen "Lehrers des Volkes" (δασκάλος του Γένους) Georgios Gennadios und die "Eiche des Pater Kosmas" (πουρνάρι του πάτερ-Κοσμά) mit einer Gedenktafel mit der Aufschrift "Hier sprach der Heilige Kosmas 1776".
Der Marktplatz wird von der Hauptkirche "Gennisi tis Theotoku" (Γέννηση της Θεοτόκου - Geburt der Gottesgebärerin). Sie wurde auf Initiative von Kosmas 1790 errichtet, auch mit finanzieller Unterstützung von Ali Pascha.
Einige zweigeschossige Villen im Dorf zeugen vom profitablen Land- und Weinbau. Im Gebiet von Lykoskoufi (Λυκοσκούφι) hat man eine gute Sicht auf das Massiv des Tymfi.
Das Kloster des Agios Iakovos (Αγίος Ιακώβος) wurde im 12. Jahrhundert erbaut und trägt den Namen des ersten Abtes. Es ist der "Himmelfahrt der Gottesgebärerin" (Κοίμηση της Θεοτόκου - Kimisi tis Theotokou) geweiht und war in der Region das erste Zentrum der Hagiographie, von dem viele Schüler ausgingen, - nicht nur Hagiographen.